# آيت سيدي بوموسى (بودراع)
آيت سيدي بوموسى هو دُوَّار يقع بجماعة آيت عياش، إقليم ميدلت، جهة درعة تافيلالت في المملكة المغربية. ينتمي الدوّار لمشيخة بودراع التي تضم 5 دواوير. يقدر عدد سكانه بـ 1570 نسمة حسب الإحصاء الرسمي للسكان والسكنى لسنة 2004.

## وصلات خارجية
- البوابة الوطنية للجماعات الترابية
- المندوبية السامية للتخطيط